# Ardon VS
| VS ist das Kürzel für den Kanton Wallis in der Schweiz. Es wird verwendet, um Verwechslungen mit anderen Einträgen des Namens Ardon zu vermeiden. |

Ardon ist eine politische Gemeinde und eine Burgergemeinde des Bezirks Conthey im französischsprachigen Teil des Kantons Wallis in der Schweiz.
Ardon ist ein Weinbauort, in dem die Weisswein-Rebsorte Fendant angebaut wird.

## Geografie
Ardon liegt am Nordufer der Rhone und am Westufer der Lizerne sowie auf deren Schwemmkegel, etwa auf halbem Weg zwischen Sitten (Sion) und Martigny. Die Nachbargemeinden von Ardon sind im Norden Conthey, im Osten Vétroz, im Süden Nendaz und im Westen Chamoson. Der kanalisierte Unterlauf der Lizerne vom Wasserkraftwerk Lizerne & Morge S.A. schliesst das Gemeindegebiet zur Nachbargemeinde Vétroz nahezu geradlinig ab.
Über das Territorium von Ardon führen die Hauptstrasse 9 und die Autobahn A9. Es existiert im Ort ein Eisenbahnhaltepunkt an der Simplonstrecke. Eine Nebenstrasse zweigt am Westrand der Ortsbebauung von der Hauptstrasse 9 in Richtung Chamoson ab und verläuft durch die zwischen beiden Orten gelegenen Weinberge.

## Geschichte

Luftbild (1949)

Der Name Ardon ist keltischen Ursprungs. Archäologische Spuren weisen bereits auf eine Besiedlung in der Latènezeit aber auch auf eine bedeutende Villa rustica hin. Der älteste Sakralbau lässt sich bis in das 5. Jahrhundert zurückverfolgen.

## Bevölkerung
| Bevölkerungsentwicklung | Bevölkerungsentwicklung | Bevölkerungsentwicklung | Bevölkerungsentwicklung | Bevölkerungsentwicklung | Bevölkerungsentwicklung | Bevölkerungsentwicklung | Bevölkerungsentwicklung | Bevölkerungsentwicklung | Bevölkerungsentwicklung | Bevölkerungsentwicklung | Bevölkerungsentwicklung | Bevölkerungsentwicklung |
| ----------------------- | ----------------------- | ----------------------- | ----------------------- | ----------------------- | ----------------------- | ----------------------- | ----------------------- | ----------------------- | ----------------------- | ----------------------- | ----------------------- | ----------------------- |
| Jahr                    | 1798                    | 1829                    | 1850                    | 1900                    | 1950                    | 2000                    | 2010                    | 2012                    | 2014                    | 2016                    | 2018                    | 2020                    |
| Einwohner               | 466                     | 714                     | 816                     | 1227                    | 1354                    | 2295                    | 2676                    | 2842                    | 3037                    | 3076                    | 3217                    | 3379                    |

## Sehenswürdigkeiten
Im Ort befindet sich neben einem Felsdurchbruch der Lizerne ein kleines Wasserkraftwerk. Der Flusslauf kommt hier aus einer unzugänglichen Schlucht, die im Talkessel von Derborence beginnt.

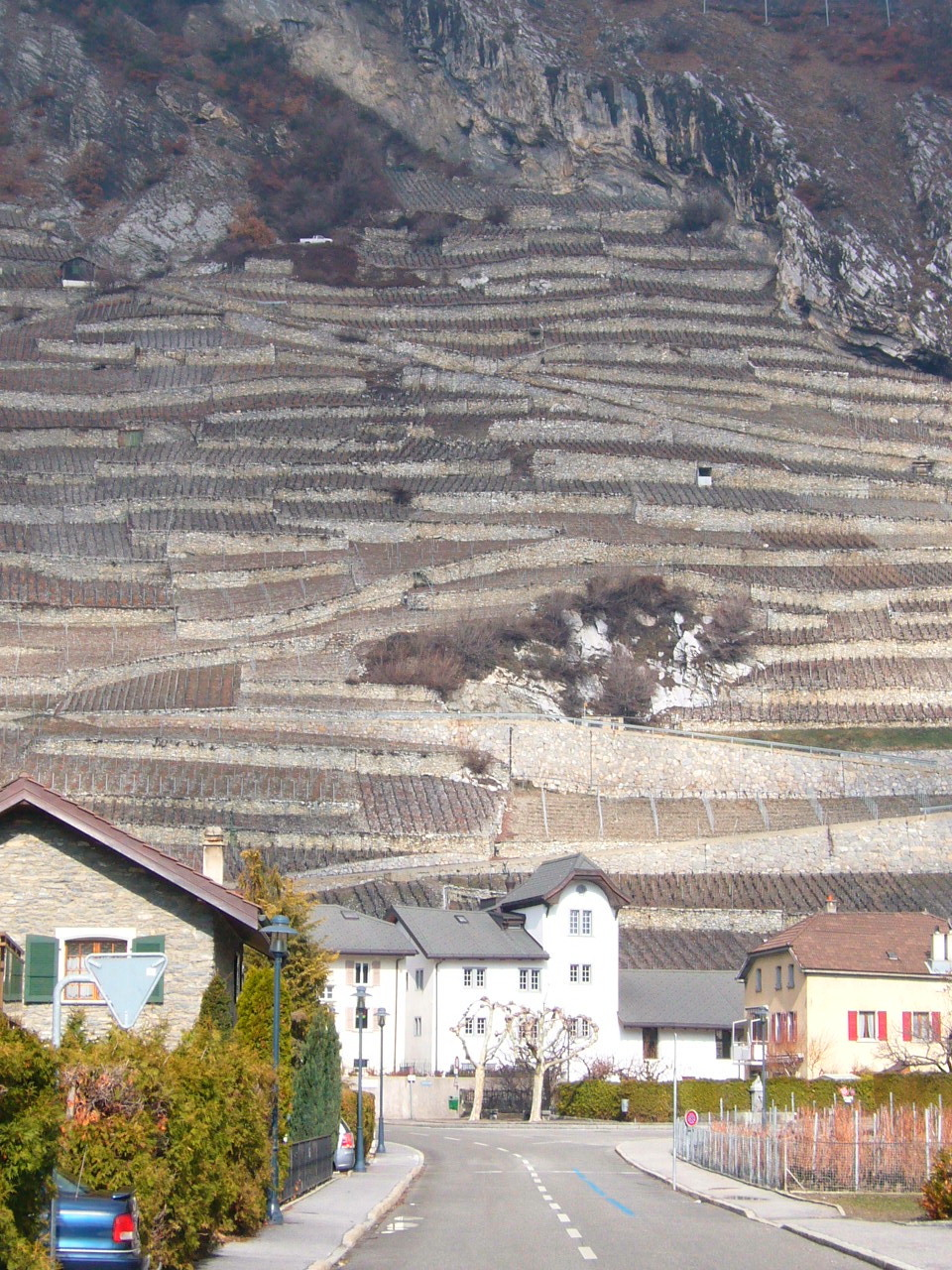
Rebberge hinter Ardon
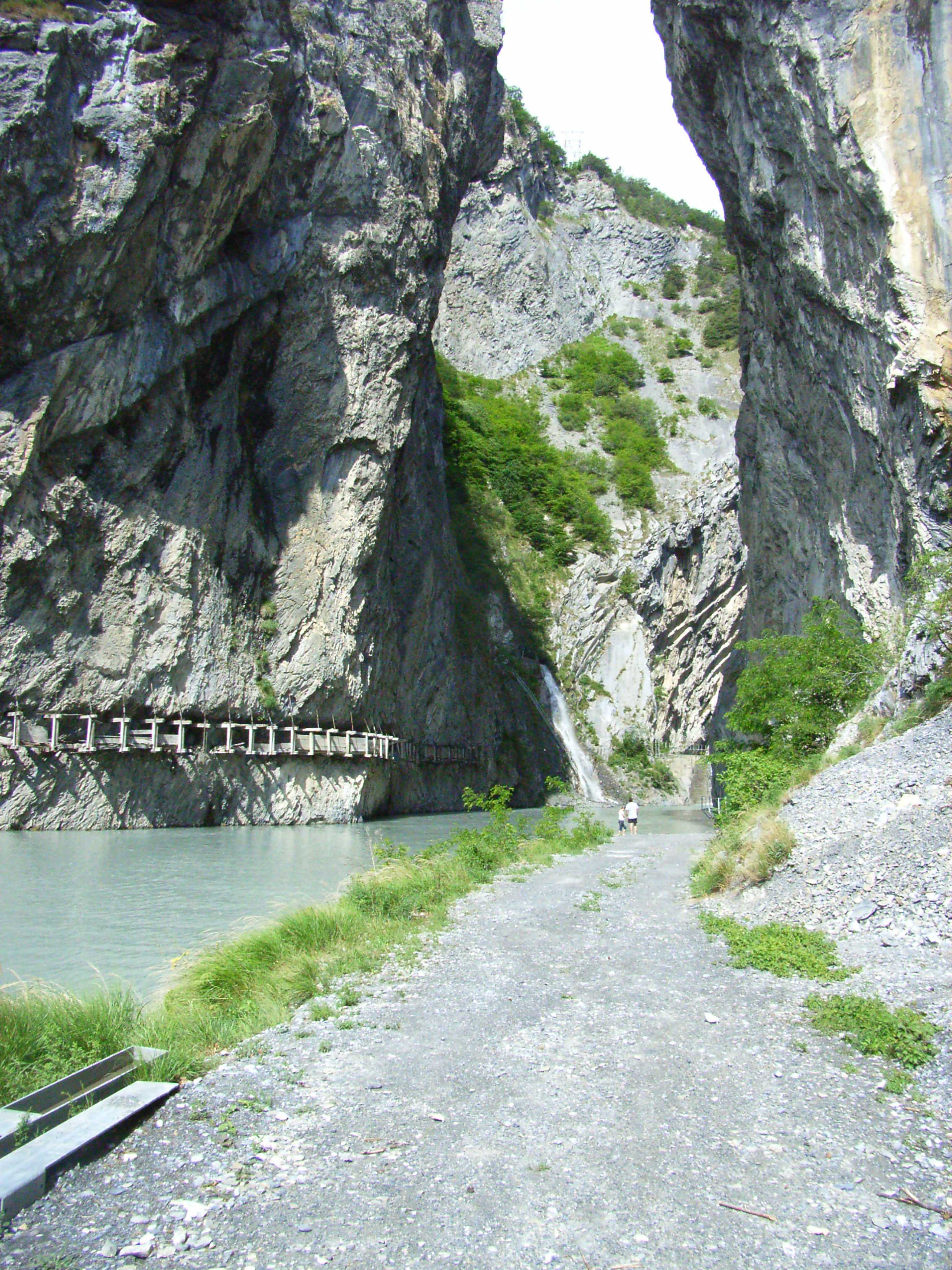
Ausgang der Lizerne-Schlucht am Kraftwerk von Ardon mit den Resten einer Suone
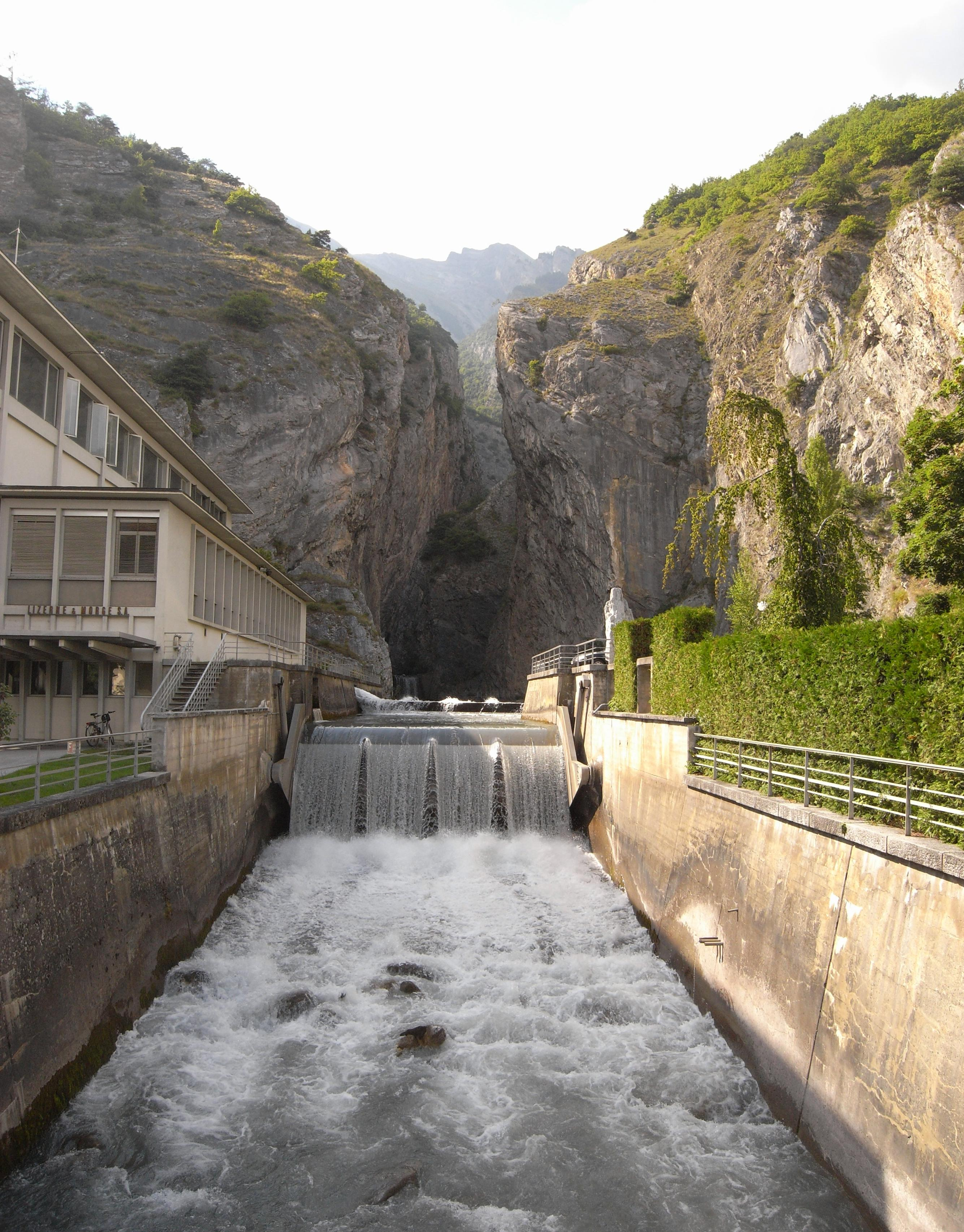
Wasserkraftwerk am Austritt der Lizerne in die Rhoneebene
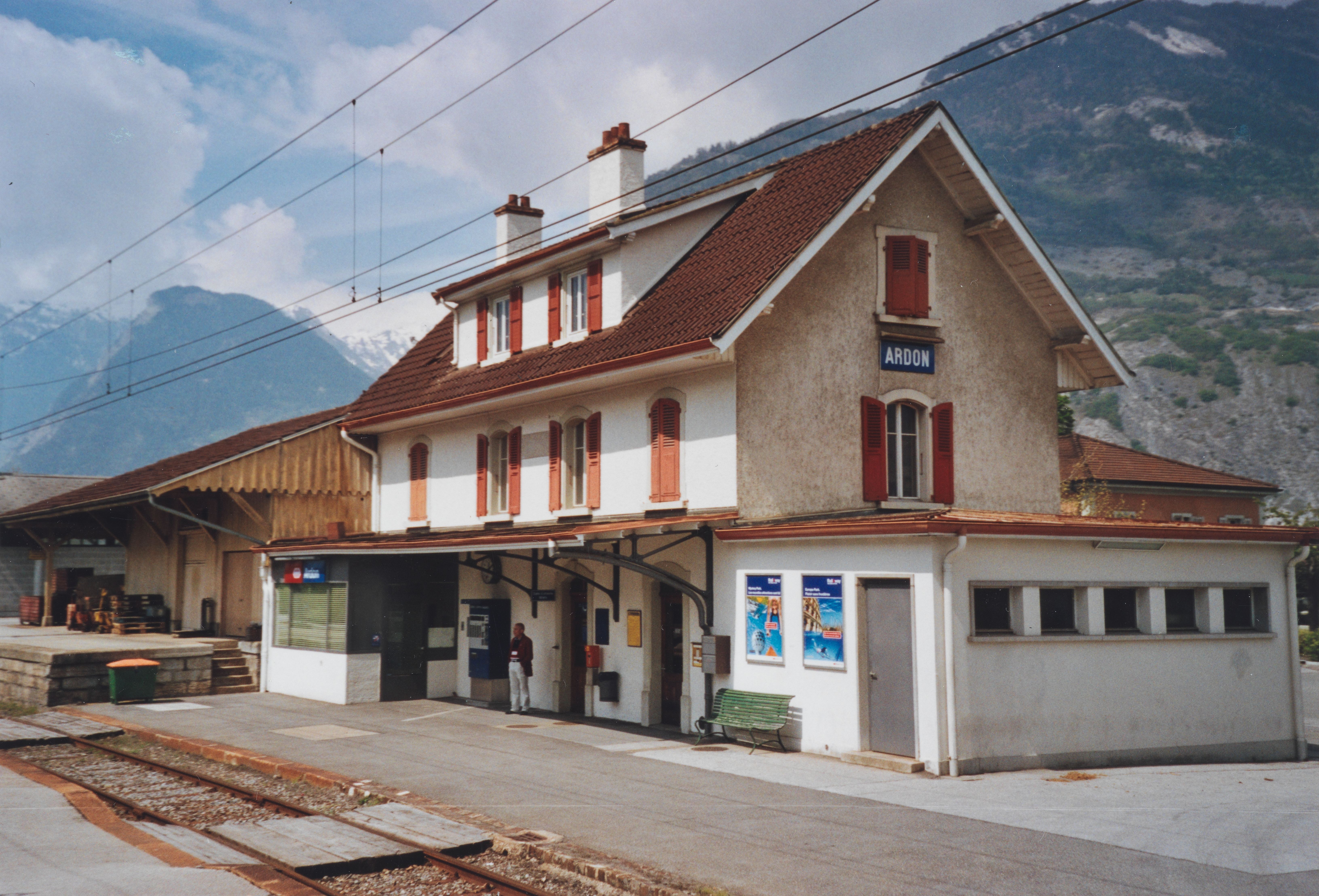
Stationsgebäude Ardon (2006)

## Wirtschaft
Das Wasserkraftwerk an der Lizerne existiert seit Beginn der 1960er Jahre. Die zu seiner Errichtung 1957 gegründete Betreibergesellschaft hat ihren Sitz in Sion. Die Gemeinde Sion erwarb 2017 Geschäftsanteile der Betreibergesellschaft Lizerne et Morge SA und besitzt nun 50 % des Stammkapitals. Das Speicherkraftwerk verfügt über eine installierte Leistung von 50 MW. Seine mittlere Jahresproduktion beläuft sich auf rund 160 GWh. Es nutzt dazu Wasser aus den Einzugsgebieten der Lizerne und Morge.

## Persönlichkeiten
- Marius Lampert (1902–1991), in Ardon geborener Politiker, Staatsrat des Departements Wallis
- Lor Olsommer (1912–1999), in Ardon geborene Künstlerin